# 環境・気候変動省 (カナダ)
環境・気候変動省（かんきょうきこうへんどうしょう、英語：Environment and Climate Change Canada、略称：ECCC、仏語：Environnement et Changement climatique Canada）は、カナダ連邦政府内で、カナダの環境政策や再生可能エネルギーなどの自然環境保護政策に関する行政、規制、業務を司る省庁である。1985年制定の環境省法（Department of the Environment Act, 1985）に基づき設立されている。省本部はケベック州ガティノーに置かれている。
2025年に発足したマーク・カーニー内閣では、テリー・デュグイド（Terry Duguid）が環境・気候変動大臣を務める。

## 主な組織
環境・気候変動省は下記の大臣、組織を管轄している。
- 環境・気候変動大臣

### 業務組織
- 管理局（Enforcement Branch）
  - 環境管理部（Environmental Enforcement）
  - 野生管理部（Wildlife Enforcement）
- 環境保護局（Environmental Protection Branch）
  - カナダ野生自然庁（Canadian Wildlife Service）
  - 化学部門部（Chemical Sectors）
  - エネルギー運輸部（Energy and Transportation）
  - 環境保護活動部（Environmental Protection Operations）
  - 法務規制部（Legislative and Regulatory Affairs）
  - 戦略特命部（Strategic Priorities）
- 気象庁（Meteorological Service of Canada）[4]
  - カナダハリケーン・センター（Canadian Hurricane Centre）[5]
- 科学技術局（Science and Technology Branch）
  - 大気気候科学部（Atmospheric and Climate Science）[6]
  - 水科学技術部（Water Science and Technology Directorate）
  - 国立汚染物質管理庁（National Pollutant Release Inventory）
  - 野生風景科学部（Wildlife and Landscape Science）
  - 空質移動体排出計測研究庁（Air Quality Mobile Source Emissions Measurement and Research）